# Кібершпигунство
Кібершпигунство або комп'ютерний шпіонаж (вживається також термін «кіберрозвідка») — термін, який позначає несанкціоноване отримання інформації з метою отримання особистої, економічної, політичної чи військової переваги, здійснюваний з використанням обходу (злому) систем комп'ютерної безпеки, з застосуванням шкідливого програмного забезпечення. Кібершпигунство може здійснюватися як дистанційно, за допомогою Інтернету, так і шляхом проникнення в комп'ютери і комп'ютерні мережі підприємств звичайними шпигунами (" кротами "), а також хакерами. 
З недавніх пір Кібершпигунство включає також аналіз провідними спецслужбами (ЦРУ, Моссад, ФСБ) зокрема за спостереженням цифрового сліду поведінки користувачів соціальних мереж (Повідомлення, друзі, фотографії, відео тощо), таких як Facebook, «ВКонтакте», Twitter тощо з метою виявлення екстремістської, терористичної чи антиурядової діяльності, закликів збору на мітинги проти влади.